# Schillstraße 29 (Stralsund)
Das Gebäude mit der postalischen Adresse Schillstraße 29 in Stralsund ist ein Bauwerk in der Schillstraße, dessen Hofgebäude unter Denkmalschutz steht.
Der zweigeschossige Backsteinbau wurde im Jahr 1898 als Werkstattgebäude an der Stadtmauer errichtet. Im Kern weist es wahrscheinlich Reste des Weißgerberhofs auf, der in der schwedischen Stadtmatrikel von 1706/1707 erwähnt wird.
Das Haus liegt im Kerngebiet des von der UNESCO als Weltkulturerbe anerkannten Stadtgebietes des Kulturgutes „Historische Altstädte Stralsund und Wismar“. Es ist in die Liste der Baudenkmale in Stralsund eingetragen.